# Llista de rellotges de sol del Pallars Jussà
Llista de rellotges de sol instal·lats de forma permanent en espais públics de la comarca del Pallars Jussà.

## La Torre de Cabdella
| Nom                                                  | Descripció | Localització                         | Coordenades                                          | Fitxa | Imatge                                                                                                |
| ---------------------------------------------------- | ---------- | ------------------------------------ | ---------------------------------------------------- | ----- | --- |
| Central hidroelèctrica de Molinos, façana meridional |            | la Torre de Cabdella Carretera L-503 | 42° 24′ 18″ N, 0° 58′ 28″ E / 42.404904°N,0.974385°E |       | Central hidroelèctrica de Molinos, façana meridional (la Torre de Cabdella) · Carregueu una nova foto |